# Lycée franco-allemand de Sarrebruck
Le lycée franco-allemand de Sarrebruck (deutsch-französisches Gymnasium Saarbrücken en allemand) est un établissement binational d'enseignement public. Il existe trois lycées franco-allemands.

## Introduction
Le lycée franco-allemand de Saarbruck a ouvert officiellement ses portes le 25 septembre 1961, à une époque où dans la région frontalière en particulier on était distant et méfiant entre voisins des deux pays. La décision de créer un établissement commun binational était alors un acte de courage de la part des responsables politiques qui avaient confiance en l'avenir. C'était le premier modèle de lycée binational fonctionnant selon des programmes et objectifs pédagogiques élaborés en commun et acceptés par deux pays. Précédant la réconciliation et le rapprochement entre la France et l'Allemagne scellés dans le traité de l’Élysée, signé par le président français Charles de Gaulle et le chancelier allemand Konrad Adenauer le 22 janvier 1963 ; l'établissement devenait le symbole et le moteur de l'amitié franco-allemande naissante. Sa création reposait sur une étroite coopération, indispensable à la réalisation et à l'harmonisation des programmes scolaires et examens communs.
La convention de 1972 concernant l'établissement des lycées franco-allemands, portant création du baccalauréat franco-allemand et fixant les conditions de délivrance de ce diplôme, fut l'aboutissement de ces travaux d'harmonisation souvent difficiles. Le premier baccalauréat franco-allemand s'est déroulé en mai-juin 1972. Le lycée franco-allemand de Sarrebruck constituait alors un modèle pour une politique d'intégration européenne réussie dans le domaine de l'éducation. Selon ce modèle furent créés dans les années 1970 les lycées franco-allemands de Fribourg-en-Brisgau et de Buc, près de Versailles.
Depuis l'« Accord juridique de 1972 », le lycée franco-allemand de Saarbruck est devenu un établissement public du Land de Sarre : les règlements administratifs, financiers et scolaires sont conformes à la législation sarroise. Depuis 1992, la gestion de l'établissement est du ressort du Stadtverband Saarbrücken. Le lycée se définit comme un lieu de rencontre. Grâce à l'apprentissage intensif de la langue du partenaire, au développement des cours intégrés et des multiples activités culturelles et péri-scolaires menées en commun, la volonté du lycée est de donner à leurs élèves une meilleure connaissance de la culture du partenaire et contribuer ainsi par l'intégration au développement de l'idée de citoyenneté européenne.
Construits entre 1949 et 1952 selon les plans d’un élève du célèbre architecte Le Corbusier, les bâtiments du lycée franco-allemand ont été totalement rénovés de 1987 à 1991.

## Structure de l’établissement
Le lycée se compose d'une section française et d’une section allemande. Le directeur du lycée est allemand. Le directeur-adjoint du lycée (appelé également proviseur), fonctionnaire français, est proposé par les autorités françaises et désigné par le pays siège de l’établissement, la Sarre en l’occurrence. Directeur de l’administration française, il assiste le directeur allemand dans tous les devoirs de sa charge et agit sous son autorité.

## La scolarité binationale

### Baccalauréat franco-allemand commun
La section allemande scolarise les élèves après quatre années de scolarité primaire en Klasse 5 sans examen d'entrée. Depuis la rentrée scolaire 1999-2000 a été instauré pour tous les élèves de cette section un second cycle de huit ans (achtjähriger Bildungsgang, voir système éducatif allemand), ce qui signifie que les élèves allemands passent leur baccalauréat après douze ans de scolarité, comme les élèves français.

### La section française
Les élèves sont admis en classe de 6e au lycée franco-allemand après une scolarité primaire de cinq ans. Le nombre de postulants dépassant les possibilités d'accueil du lycée, un examen d'entrée est proposé aux élèves candidats. Par ailleurs un entretien approfondi avec la famille permettra de cerner les raisons et les motivations qui fondent la demande de scolarisation au lycée franco-allemand.
L'admission en classe de 5e, 4e, 3e ou 2de est exceptionnelle et ne peut se faire que dans la limite des places disponibles. Plus on avance dans le cycle et plus le niveau exigé en langue du partenaire (Partnersprache) est élevé. Par ailleurs, l'apprentissage de l'anglais, seconde langue vivante obligatoire, démarre pour tous les élèves dès la classe de 6e et, dès la 4e, l'histoire des deux pays est enseignée en allemand par un professeur allemand. Ceci est autant de spécificités dont il faut tenir compte et qui rendent l'admission en cours de cursus plus difficile.

### Les classes biculturelles
Un nombre grandissant d’élèves issus de familles binationales ou ayant un niveau de compétences élevé en français et en allemand ont amené l’établissement à varier son offre de formation et à créer deux classes biculturelles dans lesquelles, dès la 6e, les élèves bénéficient d’un enseignement à parité en français et en allemand assuré par des enseignants des deux sections et travaillant dans leur langue maternelle respective.
Cet enseignement à parité permet de développer les compétences des élèves dans les deux langues et de conforter l’allemand et le français dans leur statut de langue de communication.

## Organisation de l’année scolaire
L'année scolaire est divisée en trimestres. Les bulletins trimestriels sont délivrés avant Noël, avant Pâques et avant les vacances d'été. Les dates des vacances sont propres à l'établissement et ne correspondent pas obligatoirement aux vacances de la zone A en France, ni aux vacances des établissements du Land de Sarre. En général il y a environ neuf semaines de vacances en juillet-août, deux semaines en automne, presque deux semaines à Noël, une semaine en février-mars, et deux semaines à Pâques (une semaine avant et une semaine après Pâques). Conformément à la législation sarroise les cours vaquent également le lundi et le mardi de carnaval (contrairement au reste de l'Allemagne).

## Les établissements partenaires
Depuis de nombreuses années déjà, le lycée entretient des relations de partenariat avec le lycée Saint-Louis-de-Gonzague de Paris, plus particulièrement pour les élèves allemands de Klasse 6. Pour les élèves français et allemands de second cycle le partenariat scellé en 1999 avec deux lycées israéliens de Netanya (à mi-chemin entre Haïfa et Tel Aviv) revêt un intérêt tout particulier. Des déplacements en Israël pour nos[Quoi ?] élèves ou l’accueil d’élèves israéliens à Sarrebruck sont prévus annuellement.

## Les différentes organisations

### LeSchulverein
Le Schulverein (littéralement association de l'école) existe depuis 1978 et se compose de parents, d'élèves, d'enseignants et d'amis du lycée. La promotion des échanges et de l'amitié franco-allemande, l'organisation de rencontres, l'accueil des nouveaux élèves sont quelques-unes des activités de l'association. L'association fait sa dernière année pendant l'année scolaire 2008/2009. Elle est remplacée par l'association ALFA.

### Le foyer socio-culturel
Créé en 1995, il est animé par un comité dans lequel les élèves sont majoritaires. Il s’est fixé pour objectifs d'une part d’encourager et de soutenir les animations culturelles au sein de l’établissement et d’autre part de venir en aide financièrement aux élèves dans le besoin, afin de permettre à tous de participer aux sorties ou activités organisées dans le cadre de l’établissement. Son action va également dans le sens du développement de l’intégration au sein de notre établissement.

### L’internat
Un partenariat a été établi avec deux établissements lorrains qui accueillent les élèves internes depuis la suppression de l’ancien internat (la villa Röchling) :
- le lycée Jean-de-Pange de Sarreguemines qui héberge les élèves du second cycle et ceux de 4e et 3e ;
- le lycée Jean-Moulin de Forbach qui prend en charge les plus jeunes (6e et 5e et pour les Allemands jusqu’en Klasse 8).